# Dendrocopos major
El pico picapinos (Dendrocopos major) es una especie de ave piciforme de la familia Picidae. Es el que posee un plumaje más llamativo y su identificación no ofrece dudas cuando se le distingue posado contra el tronco de un árbol. La subespecie hispanus ha sido asignada a los picos carpinteros que viven en la península ibérica. Se caracteriza por poseer un plumaje que en conjunto resulta más oscuro que el de otras subespecies europeas. También el tamaño es determinante de la subespecie.[cita requerida] El promedio alar medido es el más bajo de todas las subespecies consideradas para el Paleártico occidental (Vaurie, 1965).

## Identificación

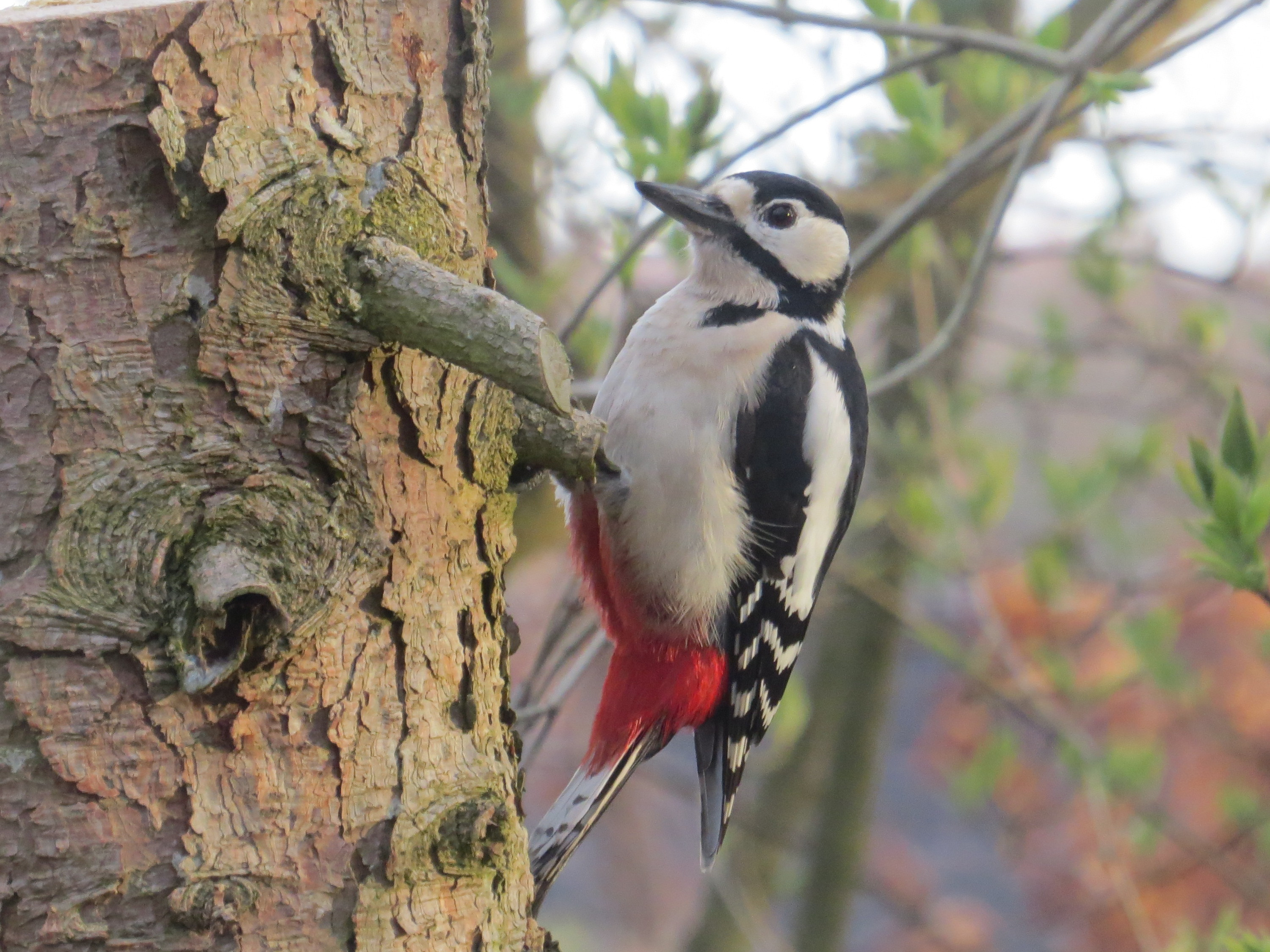
Picando el tronco de un árbol.

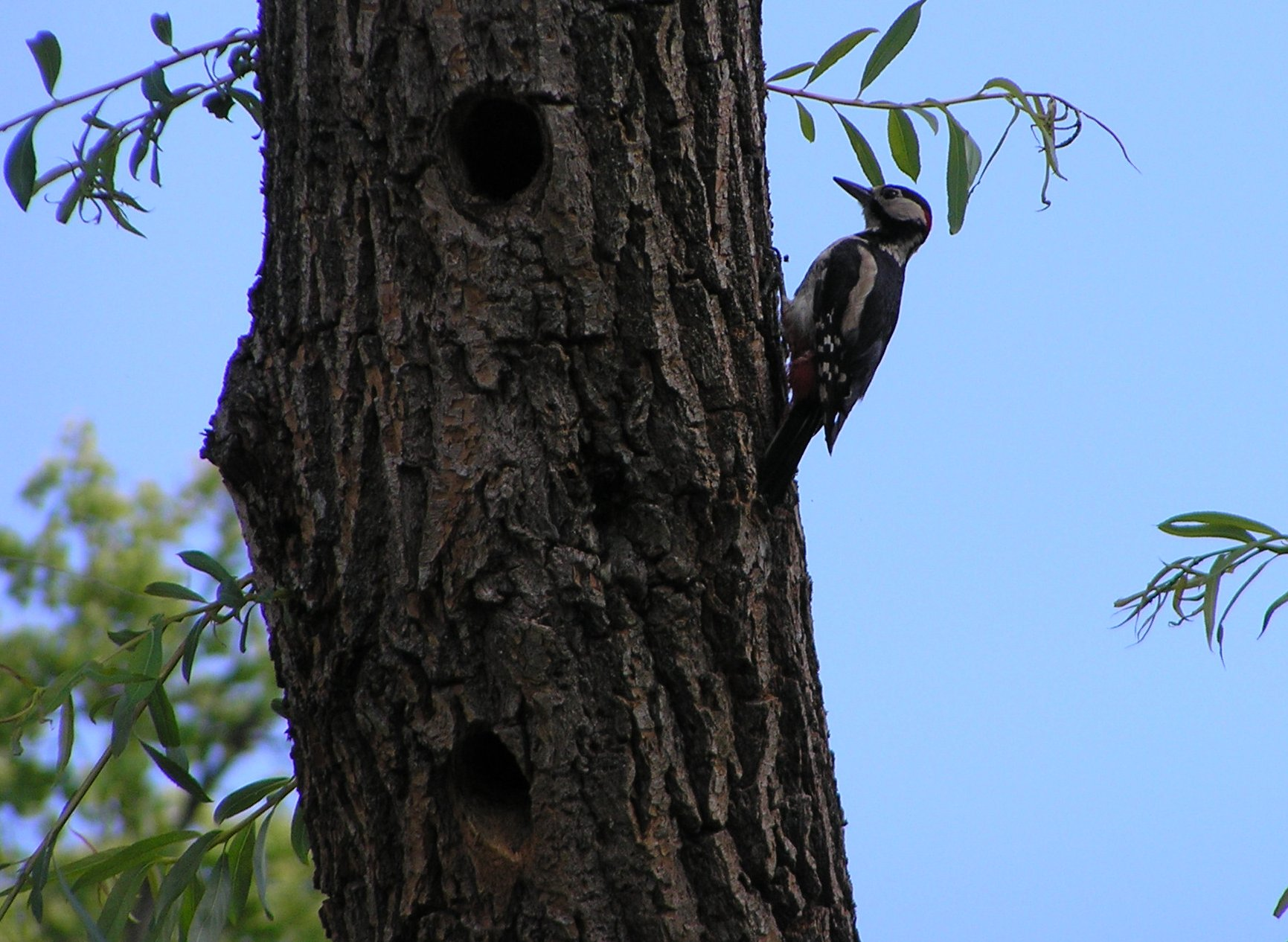
Alrededor de un nido.

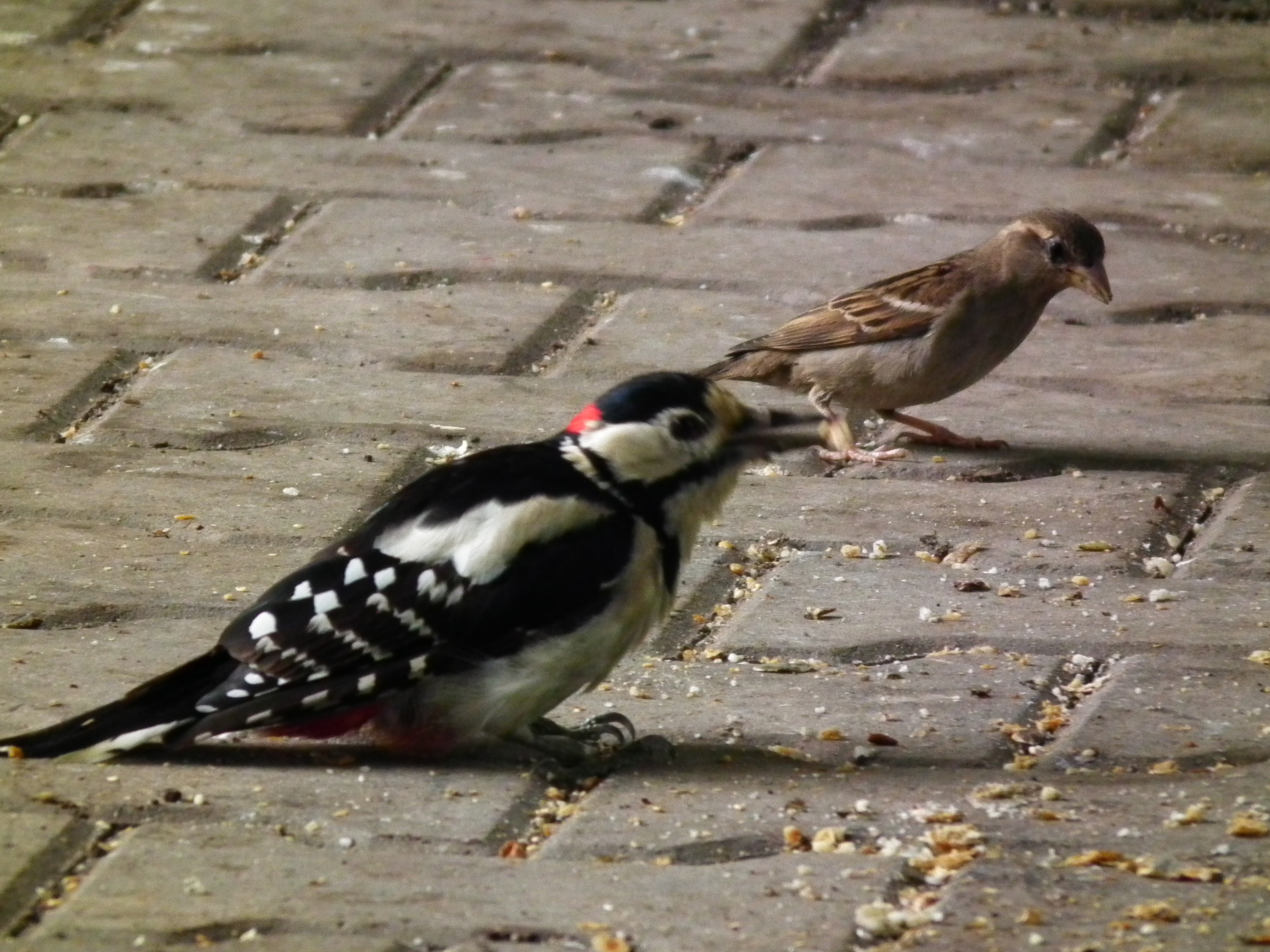
Junto a un gorrión común.

Las grandes manchas blancas de los hombros, las plumas de vuelo, primarias y secundarias, densamente rayadas del mismo color y el blanco de las rectrices exteriores de la cola contrastan mucho con la espalda y la cabeza negras.

### Machos
El macho adulto tiene las partes superiores negras con la frente amarillenta, la nuca roja y la parte superior de la cabeza o píleo negro intenso. La cara, la garganta y un parche pequeño a los lados del cuello son blancos ligeramente teñidos a veces de ocráceo muy claro o parduzco y variable de unos individuos a otros. Los blancos carrillos están separados de la garganta por una estrecha banda negra. 
Las plumas escapulares de las alas forman una figura redondeada u ovalada muy conspicua lo mismo que las negras primarias y secundarias moteadas de blanco. Las partes inferiores son blanco ocráceas y a partir de la mitad del vientre las plumas tienen color rojo vivo, extendiéndose por debajo del nacimiento de la cola. Esta es negra en las rectrices centrales (dos pares) y negra y blanca en las dos rectrices exteriores de cada lado que tienen bandas negras y son muy visibles cuando el pájaro apoya la cola contra la superficie del árbol. El obispillo es negro.

### Hembras
Las hembras carecen de la mancha roja en la nuca y el resto del plumaje es igual. Los jóvenes poseen todo el píleo de color rojo formado por las puntas rojas de las plumas. La mancha o banda estrecha negra que nace en la base de las mandíbulas es discontinua y a menudo está punteada de blanco. Las partes inferiores son más pálidas que en los adultos. El pico es gris plomo algo más pálido en la base y las patas y pies grises o gris verdoso. El iris de los ojos es rojo en los adultos y pardo en los jóvenes.

## Hábitat
Este es un pájaro típico de toda clase de bosque, encontrándosele desde los hayedos y robledales cantábricos hasta el encinar y alcornocal de la Iberia seca, pasando por los extensos pinares de las laderas montañosas, ascendiendo hasta el mismo pinar de alta montaña y los hayedos que rondan los 2000 m s. n. m.

## Trepando
El pico picapinos sube por los árboles apoyado en su cola corta y tersa y sujetándose con las uñas a la corteza. Progresa bien verticalmente o hacia los lados y se ha comprobado que también rodea el tronco circularmente. Estos movimientos sobre la corteza de los árboles son acompañados con un continuo trabajar con el pico, haciendo pequeñas melladuras lo suficientemente profundas para alcanzar los insectos y larvas refugiados bajo la corteza, en lo que se ayuda con la lengua sobre todo para sorber la savia que brota de las incisiones practicadas por él alrededor del tronco.

## Sonido característico
El tamborileo fuerte y de largo alcance es una de las características más conocidas de este pájaro. El pico picapinos golpea con extraordinaria rapidez y en cortos intervalos doce veces seguidas la superficie sin corteza de un árbol seco o hueco con preferencia. Es curioso observar la querencia que este pájaro tiene por determinado árbol y a él acude a «tamborilear».
Este sonido, como el de una corta ráfaga de ametralladora, es efectuado por la acción muy rápida del pico contra la madera del árbol donde está construyendo su nido, suele estar en la parte alta de un tronco desmochado y seco. A pesar de la rapidez y dureza con que este golpeteo se produce, no quedan en el tronco marcas apreciables y es más el efecto de resonancia que posee el tronco que la potencia real del golpe continuado. Ambos sexos tamborilean y su significado pudiera ser netamente amoroso o de llamada entre los miembros de una pareja. Sin embargo, el tamborileo no tiene este significado exclusivo en opinión de algunos ornitólogos. Como prueba de ello se aduce que también en el invierno puede ser oído, aunque por supuesto no con la frecuencia con que lo efectúan en primavera a partir del mes de febrero[cita requerida].
Cada tamborileo dura poco más de un segundo y el número de golpes en cada emisión oscila corrientemente entre 8-12 s, a veces menos y muy rara vez más. En buenas condiciones acústicas de un hayedo el tamborileo se oye a 500 m de distancia y ocasionalmente a más. Depende mucho de la hora y del tiempo atmosférico. Se dice que cuando se oye mucho es que va a llover porque entonces la transmisión del sonido es indudablemente mayor[cita requerida].
Esto sucede a menudo con el canto del pito real (Picus viridis) al que se le denomina en Asturias como «Paxarón del agua» debido a que su relincho se escucha a mucha distancia en una atmósfera cargada de humedad. Desde la mitad de febrero hasta los últimos días de abril el pico picapinos tamborilea muy insistentemente, en mayo es poco oído y en pleno invierno intermitente.

## Voz
Su voz es aguda y fuerte, un ¡¡kiick-kiick!! repetido e insistente que parece una señal de alarma, pero que en realidad el pájaro utiliza como nota de vuelo, de comunicación, etc. Si está excitado estos gritos se repiten aceleradamente y suenan como ¡¡chik-chik...!! o ¡¡i-kiki-ki...!! Emite también otros sonidos, pero sin musicalidad y muy difíciles de representar en escritura.

## Conducta alimenticia
Si interesante es la conducta seguida por este pájaro en el tamborileo, no lo es menos la forma en que se desenvuelve para comer. La dieta alimenticia es muy variable en el tiempo y según el biotopo ocupado por los pájaros. Como norma hay que estimar que durante gran parte de la primavera se alimentan de insectos que, por supuesto, no desdeñan el resto del año. Pero si habita bosques de coníferas o aun frecuentando zonas donde existan pinos o abetos, las pequeñas piñas le atraen especialmente. Las coge con las patas o el pico y las lleva a un lugar adecuado donde sujetándolas bien en alguna rendija de la madera, va extrayendo las semillas o los piñones. Algunos pájaros son en esto tan hábiles y poseen tanta querencia a un determinado lugar que en él realizan todo el trabajo de extracción de semillas, y cuando las piñas quedan vacías son arrojadas al suelo. 
Un atento observador que recorra el bosque puede descubrir la presencia cercana de un pico picapinos con sólo examinar el pie de los árboles. Allí en la misma cepa o en sus proximidades se descubren a menudo cientos de pequeñas piñas vacías. Mayor dificultad podría tener para comer avellanas o pequeñas nueces, pero no es así. Los restos de ellas pueden ser vistos bajo el árbol usado como yunque. Muchas de las piñas son trasportadas hasta algún viejo árbol cuya corteza esté bien agrietada o con rugosidades o protuberancias pronunciadas. Allí incrusta las piñas y hábilmente les va dando la vuelta según vacía cada lado. De esta forma no sólo en el suelo pueden ser vistas las piñas vacías, sino metidas entre las hendiduras de la corteza, lo que causa todavía mayor sorpresa al observador que desconoce este hábito del picapinos. 
Su astucia es tan grande que de no haber un árbol adecuado en las cercanías para sus propósitos, pronto excava un pequeño agujero u oquedad donde pueda colocar las piñas para ir despojándolas de las semillas. Muy frecuentemente el pájaro llega con una piña y como su yunque está ocupado por una piña vacía que no ha tenido la precaución de quitar previamente, con gran habilidad coloca la piña nueva entre su pecho y el árbol y con el pico arroja fuera la otra.
En el norte de España los robles viejos y algunos castaños son usados como yunques con preferencia a otras especies. Venables (1938) encontró al pie de dos grandes pinos casi dos mil piñas comidas por el pico picapinos. Un solo pájaro puede comer las semillas de cuarenta piñas diarias. En adición a esta costumbre se debe añadir que este pico es el más vegetariano de todos y no desprecia la oportunidad de comer otros muchos frutos silvestres e incluso cultivados. 
En Asturias los «fayucos» forman una considerable parte de su dieta en los grandes hayedos, pero también se le ha visto picotear bellotas de roble, y el fruto de la hiedra. No obstante, la alimentación de origen animal es considerable a partir de marzo. Su actividad es incansable y un árbol puede quedar limpio de insectos en sólo quince minutos. En adición a esto resulta ser un gran depredador de nidos. Muchos huevos son robados y comidos por este pájaro, pero también se dice, que los pollos todavía sin emplumar de algunas especies de pequeños pájaros son extraídos de los nidos y con ellos vuelan a lo lejos. 

### Insectos
La gama de insectos capturados entre la madera incluye todos los perforadores y sus larvas: lepidópteros, coleópteros, dípteros, himenópteros, etc. Además, ya se ha mencionado antes su afición a beber la savia de los árboles, sobre todo al comienzo de la primavera cuando su flujo hacia las ramas es muy grande. Para ello rodean el tronco de lo que los ornitólogos ingleses denominan «el anillamiento de árboles». El pico picapinos circunda el árbol de una hilera continua de pequeños agujeros redondeados en los que bebe la savia que brota. Esto hace con preferencia sobre una determinada especie de tilo (Tilia americana). También algunas coníferas son objeto de su atención y la resina que gotea en los agujeros es sorbida con fruición. Sorprende bastante que un pájaro tan adaptable y que es capaz de alimentarse de tan variadas fuentes no alcance en la península ibérica una mayor densidad. Sobre todo si tenemos en cuenta que el anidar dentro de un agujero lo pone a cubierto de muchos depredadores.

## Cortejo
Que el tamborileo tiene una significación amorosa no ofrece dudas, pero en adición a él hay que señalar los vuelos que ambos adultos efectúan a partir del mes de marzo y que llaman la atención por la forma de espiral que dibujan en el aire y sobre todo por la gran excitación que los pájaros muestran una vez posados contra el tronco del árbol, dejando las alas entreabiertas y temblorosas tal como si trataran de abanicarse.

## Nido
El pico picapinos anida en el interior de un agujero que ambos sexos excavan a diversa altura en el tronco de un árbol de especie variable, según el biotopo ocupado. No siempre hacen un nuevo agujero, sino que a menudo uno viejo de ellos mismos o de otra especie es usado año tras año. 

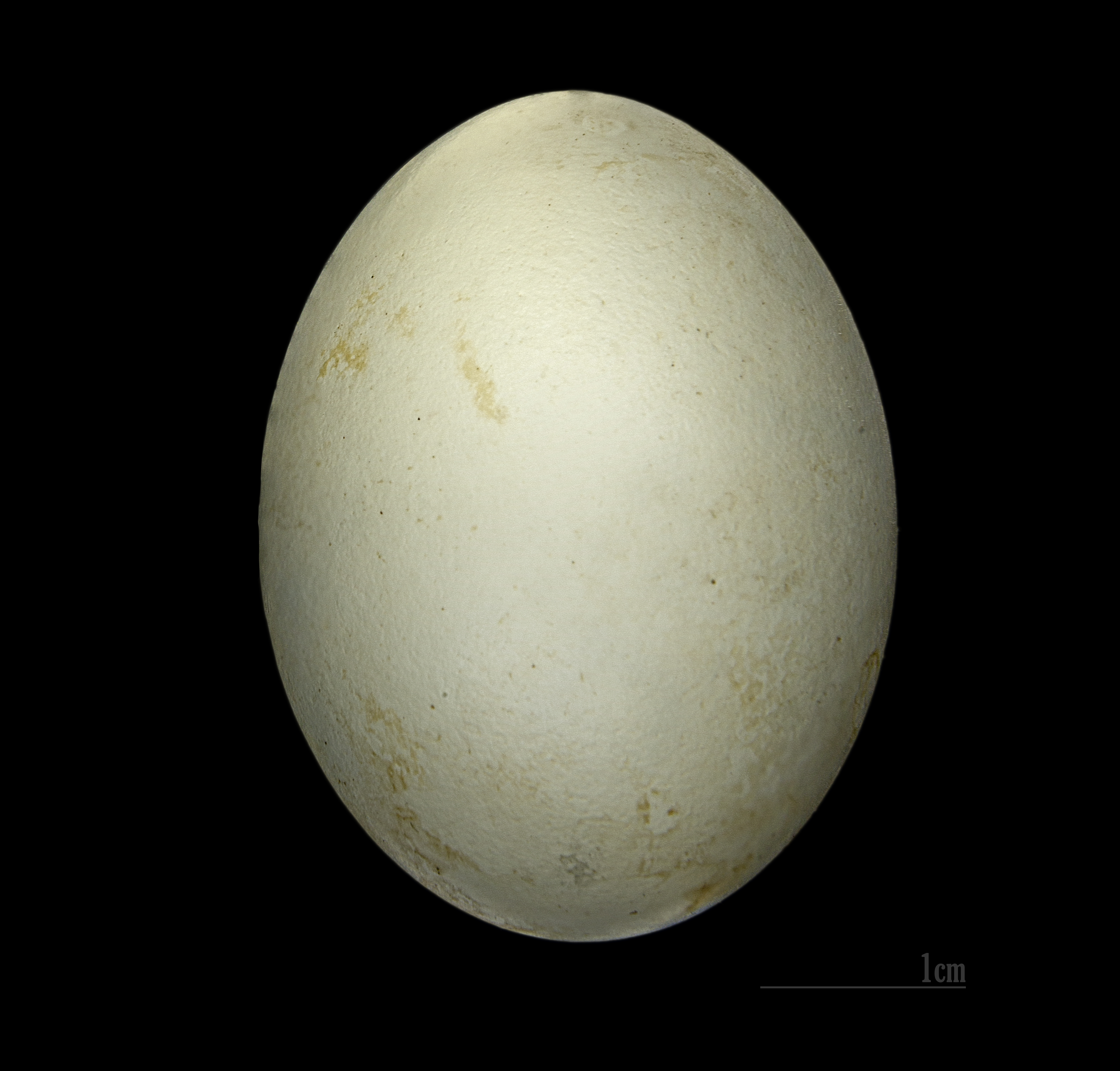
Huevo de Dendrocopos major

Muy corrientemente en bosques no demasiado densos los agujeros del pito real son los más favorecidos. La forma es bastante parecida exteriormente a la de Picus viridis, pero el interior resulta más abolsado y más ancho. Cuando el picapinos hace él su oquedad esta tiene forma elíptica u oval y muy rara vez se puede ver a una altura inferior a tres metros del suelo. Casi siempre más alta, entre diez y doce metros en muchos casos. 
El agujero de entrada tiene medidas que oscilan poco, unos 5 × 6 cm poco más o menos y penetra 12-13 cm para descender verticalmente ensanchándose en forma de bolsa. Esta tiene una dimensión en su parte más ancha de 13-14 cm de diámetro y alcanza a menudo una profundidad de 3 dm, pero también hay nidos en agujeros no más profundos de dos dm. Ambos adultos trabajan en su construcción, aunque el macho lo hace con mayor ahínco y además transporta parte de las astillas lejos. La duración de esta operación es variable con el tipo de madera a trabajar y la condición del árbol. Algunos son terminados en una semana y para otros, como los robles Quercus, el trabajo dura casi un mes. En el fondo no se deposita material y únicamente quedan allí pequeños trozos de madera y serrín. Un mismo árbol puede ser utilizado varios años y entonces el último agujero es horadado más bajo cada vez hasta llegar ocasionalmente a estar a una altura de dos metros.

## Puesta
La puesta normal oscila entre cuatro y seis huevos, pero las de tres y siete no son raras. Su color es blanco traslúcido y es fácil en ellos seguir el curso de la incubación. Para cien huevos medidos por Jourdain en Gran Bretaña se obtuvieron promedios de 26,4 × 19,5 mm con un máximo de 29 × 19,6 mm y un mínimo de 21 × 17,3 mm. Verheyen, para ochenta y seis huevos da un promedio de medidas de 25,3 × 19 mm. y Niethammer en Alemania para cuarenta y cuatro huevos encuentra promedios de 25,8 × 19 mm, medidas todas ligeramente superiores al promedio de diez huevos de la raza hispanus: 25,2 × 19 mm. La incubación es efectuada en gran parte por la hembra, sobre todo durante el día y por la noche parece ser el macho quien ocupa el nido durante no menos de doce horas consecutivas. Como sucede con todas las especies que anidan en agujeros, resulta difícil precisar la duración de la incubación. En este pájaro Jourdain estima como normal dieciséis días; Verheyen, doce, trece días; Geroudet, diez, trece días. Las primeras puestas pueden ser encontradas a partir de la segunda semana de mayo y de forma, ocasional, en los últimos días de abril. Hay variaciones considerables, pues nidos con huevos pueden ser encontrados en los bosques del Norte en la primera semana de junio. 

## Pollos
Los pollos nacen sin plumón ninguno y alimentados por ambos adultos con insectos, pronto se vuelven muy chillones después de unos días en que emiten un curioso siseo cada vez que uno de los padres entra con el cebo. Estos no se alejan nunca mucho del nido y quien observe éste en una zona despejada del bosque, puede ver a la vez el nido y los adultos cazando en las proximidades, normalmente a no más de 250 m de distancia, lo que presupone un territorio muy pequeño. A los dieciocho o veintiún días los jóvenes picapinos salen del nido y vuelan a ramas próximas donde continúan siendo atendidos. Hasta la edad de doce días el macho suele permanecer con ellos en el agujero durante la noche y algunas veces se ven salir a él o a la hembra de otro agujero hecho en un árbol cercano y que indudablemente usan como dormidero. En pocas semanas los adultos se desentienden de los jóvenes y comienzan a vagar unos y otros por el bosque. El erratismo dura hasta la siguiente primavera y normalmente los pájaros se ven siempre solitarios.

## Subespecies
Se distinguen las siguientes subespecies:
- Dendrocopos maior canariensis (Koenig, 1889). Endemismo de Tenerife (Islas Canarias).[2][3]
- Dendrocopos maior thanneri (Le Roi, 1911). Endemismo de Gran Canaria (Islas Canarias).[4][5]

## Migraciones
En los países mediterráneos, incluida la península ibérica y en las islas británicas, el pico picapinos es especie eminentemente sedentaria y, salvo condiciones extremas de la climatología, se aleja muy pocos kilómetros de una exigua zona donde anida y se alimenta. Sin embargo, en los países de Europa septentrional realiza migraciones irregulares que le dan un carácter neto de «ave irruptora». Estos movimientos están siempre relacionados con las fluctuaciones que experimentan frutos o plantas que forman la mayor parte de la dieta de otoño e invierno. Las migraciones irruptoras propenden desde el este hacia el oeste y desde el norte al sur. En el norte de Europa son varias las especies de aves irruptoras que se dirigen al sur, sudoeste y sudeste. Pocas, no obstante, alcanzan la península ibérica por lo que hasta ahora se sabe.[¿quién?]
Sin embargo, hay que señalar que los picos picapinos anillados dieron recuperaciones muy al sur. Así, uno marcado como pollo en Noruega fue recuperado en noviembre del siguiente año, coincidiendo con la irrupción de 1962, en Pirineos Atlánticos (Francia) a 1.830 km al sudoeste de su lugar de anillamiento, ya muy cerca de la frontera española. En Guipúzcoa se nota cierto aflujo otoñal que se sospecha pudiera ser de picapinos extrapirenaicos, pero esto había que comprobarlo con capturas, porque también los nativos se mueven desde el monte hacia zonas costeras pobladas con abundante pinar de Pinus radiata. Las irrupciones afectan a la subespecie Dendrocopos maior maior y su determinación no es difícil: el promedio alar es considerablemente mayor, 141 mm frente a 127 mm de hispanus. Bernis (1970) resume datos de irrupciones de picapinos y admite la posibilidad de que alguna de estas aves pueda llegar hasta Cataluña, considerando que, por lo menos, una de ellas anillada como invernante en la Camarga francesa fue recuperada en el centro de Rusia dos años más tarde en plena nidificación.